# Biezma
Biezma es un despoblado español del municipio de Villarrubia de Santiago, perteneciente a la provincia de Toledo, en la comunidad autónoma de Castilla-La Mancha.

## Historia
Hacia mediados del siglo XIX, el lugar, ya por entonces perteneciente a Villarrubia de Santiago, estaba despoblado. Aparece descrito en el cuarto volumen del Diccionario geográfico-estadístico-histórico de España y sus posesiones de Ultramar de Pascual Madoz con las siguientes palabras:

BIEZMA: desp. en la prov. de Toledo, part. jud. de Ocaña (2 1/2 leg.), térm. de Villarrubia de Santiago (1): sit. á las inmediaciones de la acequia real, que conduce el agua del Tajo para regar la vega de Colmenar: tiene una buena casa de labor, otra mas pequeña para los pastores, y un hermoso coto de álamos blancos y negros, que abunda de buenos pastos. Confina su térm. con Noblejas á 1/2 leg., y con las encomiendas de Viloria y la Serna: este terr. fué encomienda de la órden de Santiago, y siendo su poseedor D. Gaspar de Goicoechea en 1815, se concedió privilegio para abrir varios boquillones en la acequia, con el fin de darle riego, lo cual lo ha hecho mucho mas prod.: su riqueza cap. está calculada oficialmente en 214,552 rs.; las utilidades estan incluidas en las generales del pueblo á que pertenece.
(Madoz, 1846, p. 315)